# Realwirtschaft
Unter dem Begriff Realwirtschaft (realer Sektor) versteht man in der Volkswirtschaftslehre einen Teil der Gesamtwirtschaft, der die Produktion, den Vertrieb und den Konsum von Gütern und Dienstleistungen umfasst. Dieser Teilbereich wird in den volkswirtschaftlichen Modellen als Gütermarkt gegenüber dem Geldmarkt (monetärer Sektor oder Finanzsektor) bezeichnet.
Diese Aufteilung der Gesamtwirtschaft in realen und monetären Sektor („Klassische Dichotomie“) stammt aus der Neoklassischen Wirtschaftstheorie. Dagegen lehnen sowohl die keynesianische als auch die marxistische Wirtschaftstheorie diese Dichotomie ab.

## Interaktion von Real- und Finanzwirtschaft
Die Volkswirtschaftslehre aggregiert alle Wirtschaftssubjekte, deren Hauptaufgabe mit güterwirtschaftlichen Tätigkeiten in Verbindung steht. Dazu gehören alle Nichtbanken und nicht finanziellen Unternehmen, ihre Investitionen in Realkapital, die Güter- und Arbeitsmärkte, der Handel sowie der Konsum. Typische Wirtschaftssektoren sind Landwirtschaft, Industrie und Dienstleistungsunternehmen mit nicht finanzieller Tätigkeit. Beim Zusammenspiel von Real- und Finanzwirtschaft spielt der Zeithorizont eine wichtige Rolle.
Da die Finanzwirtschaft eine höhere Reaktionsgeschwindigkeit und höhere Volatilitäten von Kursen oder Renditen als die Preise/Löhne an den Güter- und Arbeitsmärkten aufweist, können die Finanzmärkte neue Informationen schneller verarbeiten als die Realwirtschaft. Dafür prägte Joseph Schumpeter die Metapher von einem Hund, der beim Spaziergang seinem Herrn einmal vorausläuft und einmal hinter ihm zurückbleibt. Der schnelle Hund steht für die Finanzwirtschaft, der behäbige Herr für die Realwirtschaft. Am Ende des Spazierwegs sind beide wieder zusammen. Schumpeter: „Die (Staats-)Finanzen sind einer der besten Angriffspunkte der Untersuchung des sozialen Getriebes …  insofern als alles, was geschieht, sich in der Finanzwirtschaft ausdrückt.“

## Auswirkungen von Finanzkrisen auf die Realwirtschaft
Realwirtschaft und Finanzwirtschaft können als Komplementoren betrachtet werden, weil letztere eine Infrastruktur bereitstellt, die die Wertschöpfung der Realwirtschaft erleichtert. Allerdings stammt etwa 95 % der Wertschöpfung aus der Realwirtschaft. Die komplementäre Interdependenz zwischen Finanz- und Realwirtschaft wird häufig zur Erklärung von Finanzkrisen herangezogen. Die Finanzkrise ab 2007 ist hauptsächlich durch fehlendes oder fehlerhaftes Risikomanagement innerhalb der Finanzwirtschaft entstanden. Diese Krise wirkte sich durch ein Spillover auf die Realwirtschaft aus. Dabei wird in der Volkswirtschaftslehre auf die Ungleichgewichte von Real- und Finanzwirtschaft hingewiesen. War noch um 1980 die weltweite Realwirtschaft der Finanzwirtschaft quantitativ mit 2:1 überlegen, so ist sie heute mit 1:3,5 deutlich unterlegen. Diese erhebliche Disproportionalität drückt Risikopotenziale aus und zeigt, dass Geldkapital im Überfluss vorhanden ist. Während zwischen 1872 und 1950 die Risikoprämien in Realwirtschaft und Finanzwirtschaft annähernd übereinstimmten (4,17 % bzw. 4,40 %), drifteten sie zwischen 1951 und 2000 deutlich auseinander (2,55 % bzw. 7,43 %). Dies deutet auf zunehmende Marktrisiken in der Finanzwirtschaft hin. Das Marktrisiko besteht bei diesem Ungleichgewicht vor allem in einem Overshooting (Überschießen) mit der Folge spekulativ verstärkter Spekulationsblasen, die so lange andauern, bis sich in der langsameren Realwirtschaft das neue Gleichgewicht eingestellt hat.